# William A. Masters
William A. Masters (* vor 1979) ist ein US-amerikanischer Agrarökonom. Er ist Professor für Ernährungspolitik an der Tufts University.

## Leben
Masters ist der Sohn von Roger Masters. Er besuchte von 1979 bis 1982 das Deep Springs College und studierte danach Wirtschafts- und Politikwissenschaft an der Yale University (B.A., 1984). Seinen M.A. (1986) und seinen Ph.D. (1992) erhielt er von der Stanford University. Von 1991 bis 2010 war Masters Professor an der Purdue University. Seit 2010 ist er Professor an der Tufts University. 2000 war er Gastwissenschaftler an der Harvard University, 2003–2004 Gastprofessor an der Columbia University.

## Arbeit
Masters Forschungsinteresse sind Nahrungsmittelsysteme, insbesondere in Afrika. Zunächst arbeitete er zu Märkten und Handel, später zu Innovation und Information.

## Bücher (Auswahl)
- Economics of Agricultural Development (mit George W. Norton & Jeffrey Alwang). Routledge, 2010 (2. Auflage). ISBN 0-415-49424-9.